# Михаэлис, Ханни
Ханни Михаэлис (нидерл. Hanny Michaelis, 19 декабря 1922, Амстердам – 11 июня 2007, Амстердам) — нидерландская поэтесса.
Родилась в Амстердаме, в еврейской семье: отец Альфред Михаэлис, мать Гонда Сара Свааб.
Её родители были отправлены в концлагерь Собибор в 1943 году и больше не вернулись. Ханни скрывалась с 1942 по 1945 год. После Второй мировой войны Михаэлис работала в отделе искусств муниципалитета Амстердама.
В 1948 году она вышла замуж за писателя Герарда Корнелиса ван хет Реве; они расстались в 1959 году.
В 1996 году она была удостоена премии Анны Бейнс.
В её творчестве преобладает тон меланхолии, одиночества и отчаяния, хотя в её последнем сборнике стихов есть более жизненный тон и моменты юмора.
Михаэлис умерла в Амстердаме в возрасте 84 лет.

## Сборники поэзии
- Klein voorspel (Маленькая прелюдия) (1949)
- Water uit de rots (Вода из скалы) (1957)
- Tegen de wind in (Против ветра) (1962)
- Onvoorzien (Непредвиденное) (1966); получил премию Яна Камперта[англ.][1]
- De rots van Gibraltar (Гибралтарская скала) (1970)
- Wegdraven naar een nieuw Utopia (Убегая к новой утопии) (1971)[3]